# NGC 16

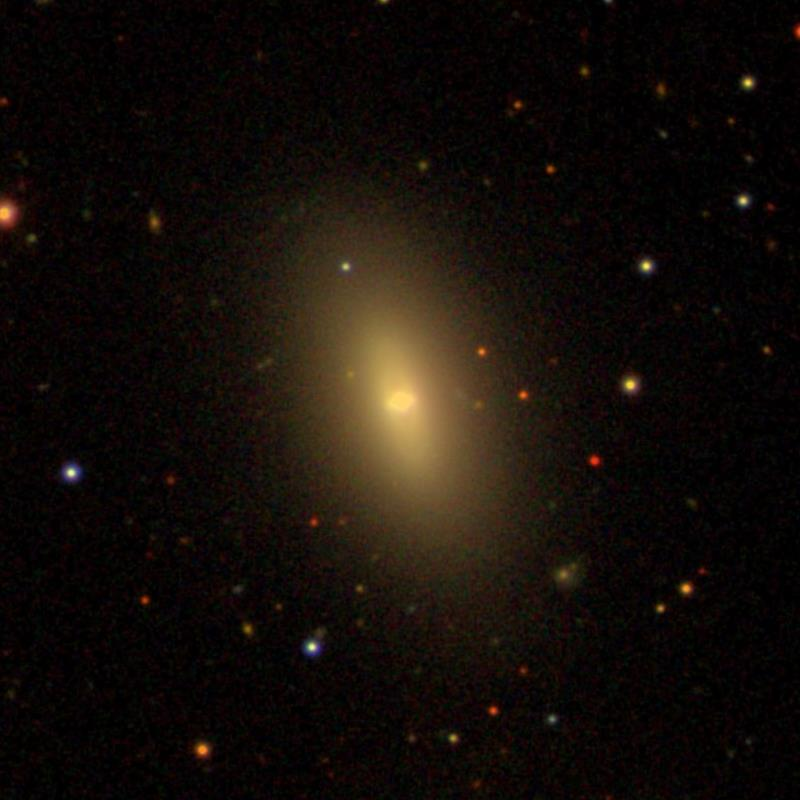
NGC 16

NGC 16，是飛馬座的一個漩渦星系。星等為12，赤經為9分4.2秒，赤緯為+27°43'48"。在1784年9月8日首次被弗里德里希·威廉·赫歇爾發現。